# Travassô e Óis da Ribeira
Travassô e Óis da Ribeira (oficialmente: União das Freguesias de Travassô e Óis da Ribeira) é uma freguesia portuguesa do município de Águeda, com 11,12 km² de área e 2203 habitantes (censo de 2021). A sua densidade populacional é 198,1 hab./km².

## História
Foi constituída em 2013, no âmbito de uma reforma administrativa nacional, pela agregação das antigas freguesias de Travassô e  Óis da Ribeira com sede em Travassô.

## Demografia
A população registada nos censos foi:
| Distribuição da População por Grupos Etários | Distribuição da População por Grupos Etários | Distribuição da População por Grupos Etários | Distribuição da População por Grupos Etários | Distribuição da População por Grupos Etários | Distribuição da População por Grupos Etários |
| -------------------------------------------- | -------------------------------------------- | -------------------------------------------- | -------------------------------------------- | -------------------------------------------- | -------------------------------------------- |
| Antes da agregação                           |                                              |                                              |                                              |                                              |                                              |
| Ano                                          | 0-14 anos                                    | 15-24 anos                                   | 25-64 anos                                   | >= 65 anos                                   | Total                                        |
| 2001                                         | 375                                          | 360                                          | 1277                                         | 437                                          | 2449                                         |
| 2011                                         | 275                                          | 244                                          | 1254                                         | 532                                          | 2305                                         |
| Após a agregação                             |                                              |                                              |                                              |                                              |                                              |
| Ano                                          | 0-14 anos                                    | 15-24 anos                                   | 25-64 anos                                   | >= 65 anos                                   | Total                                        |
| 2021                                         | 258                                          | 188                                          | 1120                                         | 637                                          | 2203                                         |